# Grupa Ananke
Grupa Ananke – duża grupa nieregularnych księżyców Jowisza, poruszających się ruchem wstecznym, po orbitach o inklinacji zbliżonej do 150°. Grupa ta ma zwarte tzw. „jądro” – podgrupę o zbliżonych orbitach i szerokie „peryferia”.

## Charakterystyka

Księżyce nieregularne Jowisza; grupa Ananke znajduje się poniżej osi i = 0, razem z grupami Karme i Pazyfae

Jądro grupy Ananke. Na osiach odłożone są odpowiednio: odległość od Jowisza w Gm oraz inklinacja orbity. Wielkość kółek reprezentuje względne rozmiary księżyców.

Grupa Ananke łącznie z peryferiami. Księżyc Eurydome należy już do grupy Pazyfae.

Grupa ta jest dosyć rozproszona, ale satelity tworzące jej jądro mają bardzo podobne orbity i co więcej, przynajmniej trzy spośród nich (Harpalyke, Praxidike i Jokasta) cechuje podobna, szara barwa powierzchni (wskaźniki barwy: B−V = 0,77 i V−R = 0,42) podczas gdy Ananke ma już barwę pomiędzy szarą a lekko czerwonawą. Mniejsze księżyce mogą być fragmentami Ananke, wybitymi przez uderzenie.
Satelity z grupy Ananke mają:
- wielkie półosie orbit w zakresie 19,3–21,3 Gm
- mimośród w zakresie 0,144–0,281
- inklinację w zakresie 145,8–154,8
- do 28 km średnicy

W zestawieniu nie uwzględniono wstępnych parametrów orbit dla księżyców, które mogą należeć do peryferiów tej grupy. Ich precyzyjne wyznaczenie jest niezbędne, żeby określić przynależność.

## Księżyce
Jądro grupy tworzą (w kolejności od Jowisza):
- Euanthe
- Thyone
- Mneme
- Harpalyke
- Praxidike
- Jokasta
- Ananke

Peryferia grupy obejmują (w kolejności od Jowisza):
- Euporie
- Orthosie
- Hermippe
- Thelxinoe
- Helike

Wstępne parametry orbit wskazują, że do grupy Ananke zaliczają się również S/2003 J 3, S/2003 J 18, S/2003 J 15 i S/2010 J 2, a księżyc S/2003 J 16 należy do jądra grupy.
Międzynarodowa Unia Astronomiczna (IAU) rezerwuje nazwy pochodzące z mitologii greckiej, kończące się na „-e” dla księżyców Jowisza krążących po orbitach wstecznych.